# All I Need (пісня Radiohead)
«All I Need» — пісня англійського рок-гурту Radiohead, продюсером якої є Найджел Ґодріч. Вона була випущена як промосингл 5 січня 2009 року з їхнього сьомого студійного альбому In Rainbows (2007). «All I Need» — це трек в стилі давнбіт з текстом про одержимість і нерозділене кохання.
На підтримку кампанії по боротьбі з торгівлею людьми MTV EXIT Radiohead випустили кліп на пісню «All I Need», знятий режисером Стівом Роджерсом, прем'єра якого відбулася 1 травня 2008 року. Кліп, який протиставляє життя двох хлопчиків з різним економічним походженням, отримав визнання та численні нагороди.

## Запис
Radiohead дебютували з піснею «All I Need» на своєму виступі 20 червня 2006 року в театрі Auditorium Theatre у Чикаго, штат Іллінойс. Вокаліст Том Йорк сказав глядачам, що вони тільки «накидали [пісню] раніше і могли помилитися».
Radiohead записали «All I Need» для свого сьомого студійного альбому In Rainbows (2007). За словами Йорка, під час роботи в студії вони використовували фан-запис дебютного виступу, викладений на YouTube, як зразок для наслідування: «Це все хрустке, все з мобільного телефону, але… це свого роду елемент, який я дійсно вважаю неймовірно захоплюючим».
Гітарист Джонні Ґрінвуд хотів передати відчуття білого шуму, що виникає, коли «група голосно грає в кімнаті, і весь цей хаос здіймається». Не маючи змоги відтворити звук у студії звукозапису, Ґрінвуд попросив струнну секцію Millennia Ensemble зіграти кожну ноту гами, перекриваючи звукові частоти. Він також наклав свою власну гру на альті.
Гітарист Ед О'Браєн використовував гітару з чотирма нижніми струнами E, що створювало більш густе звучання, в поєднанні з сустейном (що дозволяло витримувати ноти нескінченно довго) і педаллю затримки. Йорк говорив, що остаточна версія «All I Need» була комбінацією чотирьох різних записів.

## Композиція
«All I Need» — похмура пісня з текстом про одержимість і кохання. У ній використовуються струнні, синтезатори, дзвіночки і фортепіано. Браян Хоу з Paste писав, що вона «контрастує з мішкуватим басовим вереском і крихітними, лаконічними дзвіночками». Роберт Сендалл з The Telegraph назвав її найбільш «прямою піснею Йорка про кохання», а Rolling Stone назвав її однією з «найсильніших пісень про кохання, які він коли-небудь співав».
Текст пісні Йорка містить метафори, що описують нерозділене кохання, він описує себе як «тварину, що опинилася в пастці в твоєму гарячому автомобілі». У фінальному крещендо, «найбільш катарсичному моменті», Йорк співає «it's all right, it's all wrong», коли вступають тарілки-креші Філіпа Селвея.

## Реліз
«All I Need» завершує першу половину альбому In Rainbows. 5 січня 2009 року TBD Records і ATO Records випустили «All I Need» на американському альтернативному радіо для дорослих, ставши п'ятим і останнім синглом з альбому In Rainbows. CD-копії синглу розповсюджувалися TBD Records в рекламних цілях, щоб збігтися з радіо-релізом, який включав в себе етикетки з інформацією про номінації Radiohead на 51-шу щорічну церемонію вручення музичної премії Ґреммі. Виконання «All I Need» увійшло до концертного відео 2008 року In Rainbows – From the Basement. Йорк зробив ремікс на «All I Need» як на нову пісню «Honey Pot», яку він зіграв під час гостьового виступу на радіостанції KCRW у червні 2013 року.

## Музичне відео
Radiohead зняли кліп на пісню «All I Need» спільно з MTV на підтримку кампанії MTV EXIT, яка сприяла підвищенню обізнаності та запобіганню торгівлі людьми та сучасному рабству. Йорк розповідав про цей проєкт:
|  | Це круто, що MTV піднімає цю тему ... Добре, що це потрапляє в мейнстрим, тому що я не вважаю це лівою проблемою, я вважаю це проблемою політичної стабільності ... Якщо [кампанія] і зробить щось хороше, то це зробить цю концепцію рабства - а це те, чим вона є - менш табуйованою. Якщо вони зможуть зробити це чимось, про що ми можемо говорити, і якщо політики на Заході дійсно визнають, що це проблема, тоді ми робимо добру справу. |

Прем'єра відео, знятого в Австралії режисером Стівом Роджерсом і оператором Джоном Сілом, відбулася 1 травня 2008. У розділеному екрані зображено один день з життя двох дітей з протилежних сторін світу: хлопчика на заході із заможного району і хлопчика на сході, змушеного працювати в потогонному цеху, який виробляє взуття, що його носить західний хлопчик. Відео здобуло 16 нагород, серед яких Азійсько-Тихоокеанська премія UNICEF-CASBAA з прав дитини, Бронзова премія ANDY за фільм на Міжнародній премії ANDY Awards, премія In Book за музичне відео на премії D&AD Awards 2009 року та Бронзовий лев за фільм на Міжнародному фестивалі креативності Каннські леви.

## Відгуки критиків
Томас Літем з Far Out назвав «All I Need» третьою найкращою піснею Radiohead.

## Персоналії
Radiohead
- Колін Ґрінвуд
- Джонні Ґрінвуд
- Ед О'Браєн
- Філіп Селвей
- Том Йорк

Продакшн
- Найджел Ґодріч – продюсування, зведення, звукорежисер
- Ден Греч-Маргера — звукорежисер
- Боб Людвіг — мастеринг
- Х'юго Ніколсон — звукорежисер
- Грем Стюарт — пре-продакшн
- Річард Вудкрафт — звукорежисер

## Сертифікації
| Регіон                                                      | Сертифікація | Продажі |
| ----------------------------------------------------------- | ------------ | ------- |
| Канада (Music Canada)                                       | Золотий      | 40 000  |
| продажі+прослуховування, що базуються лише на сертифікаціях |              |         |